# Окарем — Гарабогаз
Окарем — Гарабогаз — колишня складова газопровідної системи «Середня Азія — Центр», яка наразі виконує локальні завдання у газотранспортній мережі Туркменістану.
В 1975 році для подачі до європейської частини СРСР продукції родовищ східного Прикаспію спорудили третю нитку системи Середня Азія — Центр (САЦ III), яка брала початок у Окаремі на південному заході Турменістану, де, зокрема, знаходились значні нафтогазові родовища Гамишлиджа та Корпедже. Довжина САЦ III по території Туркменістану становила 527 км. Лінія починалась із невеликої ділянки діаметром 500 мм, далі між Корпедже та Белеком використали труби діаметром 700 мм, а після Белеку трубопровід переходив на діаметр 1000 мм. В Белеку існувало сполучення із газопроводом Готурдепе — Красноводськ, який подавав ресурс з іншої групи родовищ. Для підтримки робочого тиску у 5,4 МПа спорудили компресорні станції «Белек» та «Бекдаш».
Після надбання центральноазійськими державами незалежності використання САЦ III у первісному режимі припинилось. Існували плани задіяти її в проекті Прикаспійського трубопроводу, для чого пропонувалось розширення зі збільшенням пропускної здатності, втім, цей проект так і залишився нереалізованим. В той же час, з другої половини 1990-х родовища району Окарем використали для експортних поставок до Ірану по газопроводу Корпедже — Курт-Куі.
Турменська частина САЦ III продовжує обслуговувати місцеві підприємства прикаспійського регіону, зокрема, ТЕС Балканабат (в 2003 та 2010 роках тут ввели нові черги), цементний завод у Джебелі (став до ладу у 2011-му) та завод азотних добрив у Гарабогазі (введений у 2018-му). При цьому лінія Окарем — Гарабогаз отримала численні сполучення із новими газопроводами:
– до району Гумдаг вивели продовження трубопроводу Шатлик — Ашгабат, що створило перше, поки не надто потужне, сполучення зі східною частиною туркменської газотранспортної системи;
– в 2003-му під'єднали газопровід Готурдепе — Джебел;
– у 2015-му до компресорної станції Белек вивели трубопровід Схід — Захід, який подає ресурс із головного газовидобувного регіону на сході Турменістану та має великі резерви для збільшення пропускної здатності;
– в 2018-му північніше від Белек облаштували сполучення із перемичкою від нового газопереробного заводу Киянли.